# Tommy the Clown
 (février 2022).
Pour les articles homonymes, voir Thomas Johnson et Johnson.
Thomas Johnson, aussi connu sous le nom de « Tommy the Clown », né à Détroit en 1969, a développé la danse « clowning » rapidement adoptée dans les quartiers défavorisés américains pour devenir le krump.

## Biographie
Thomas Johnson est né à Détroit puis a déménagé à Los Angeles lorsqu'il était encore jeune. La vie dans la banlieue de Los Angeles et les difficultés qu'il y rencontra le menèrent à la drogue ; il écopa de cinq ans de prison pour trafic de drogue. Il réalisa alors que le style de vie qu'il avait adopté n'était pas pour lui et décida d’abandonner ses activités criminelles. Il se réintrégra grâce à son travail, mais en 1992, une de ses collègues lui demanda de faire le clown pour une fête d'anniversaire. Tommy étant un homme optimiste et doté du sens de l'humour, ce fut la naissance de « Tommy the Clown ». Tommy fut le pionnier de la danse appelée « clowning » qui se développa pour devenir le krump,.
Tommy apparaît dans le film-documentaire Rize,.
The League Of Clowns est un groupe de danseurs formés par Tommy the Clown et qui participe activement à la diffusion du clowning/krump dans le pays.